# 각체바 정리

각체바 정리란, 체바 정리를 각에 대하여 표현한 정리이다. 그러므로 체바 정리의 삼각함수 형태라고 할 수 있다.
즉, AD, BE, CF가 한 점에서 만나면 다음 등식을 만족한다는 정리이다.
{\displaystyle {\frac {\sin \angle {BAD}}{\sin \angle {CAD}}}*{\frac {\sin \angle {CBE}}{\sin \angle {ABE}}}*{\frac {\sin \angle {ACF}}{\sin \angle {BCF}}}=1}
각체바 정리의 역 역시 성립한다.

## 증명
두 삼각형 ABD와 ACD의 비는
{\displaystyle {\frac {BD}{CD}}={\frac {\triangle {ABD}}{\triangle {ACD}}}={\frac {AB\sin {\angle {BAD}}}{AC\sin {\angle {CAD}}}}}
마찬가지로
{\displaystyle {\frac {CE}{AE}}={\frac {BC\sin {\angle {CBE}}}{BA\sin {\angle {ABE}}}}}
{\displaystyle {\frac {AF}{BF}}={\frac {CA\sin {\angle {ACF}}}{CB\sin {\angle {BCF}}}}}
이 성립한다.
위의 세 식을 모두 곱하면,
{\displaystyle {\frac {BD}{DC}}*{\frac {CE}{EA}}*{\frac {AF}{FB}}={\frac {\sin \angle {BAD}}{\sin \angle {CAD}}}*{\frac {\sin \angle {CBE}}{\sin \angle {ABE}}}*{\frac {\sin \angle {ACF}}{\sin \angle {BCF}}}}
체바 정리에 의하여 AD, BE, CF가 한 점에서 만남은 위의 식의 값이 1임과 동치이므로,
각 체바 정리를 얻을 수 있다.